# 李代数上同调
在数学中，李代数上同调是李代数的一种上同调理论，由谢瓦莱和艾伦伯格为了对紧李群的拓扑空间的上同调进行代数构造而建立。在上文提及的论文中，一个特定的被称作Koszul复形的特殊复形，在李代数的模上定义，而其上同调则以一般形式被构造。

## 动机
令G为一个紧李群，则其被对应的李代数完全确定，因此由李代数来确定李群上同调应为可能的。我们使用如下的构造。注意到李群的上同调是G上的微分形式构成的复形对应的德拉姆上同调，而这个复形可以被替换为等变微分形式的复形，而后者则可以被看作带有一个合适的微分算子的李代数的外代数。这一微分算子的构造对于任何李代数都成立，因此被用于定义所有李代数的李代数上同调。更加一般化地，我们可以用类似的构造来定义模系数的李代数上同调。

## 定义
令{\displaystyle {\mathfrak {g}}}是一个交换环R上的一个李代数，其泛包络代数为{\displaystyle U{\mathfrak {g}}}；令M为{\displaystyle {\mathfrak {g}}}的一个表示（或者，等效地，{\displaystyle U{\mathfrak {g}}}的一个模）。将R考虑为{\displaystyle {\mathfrak {g}}}的一个平凡表示，则可以构造上同调群
{\displaystyle \mathrm {H} ^{n}({\mathfrak {g}};M):=\mathrm {Ext} _{U{\mathfrak {g}}}^{n}(R,M)}
（参见Ext函子）。等效地，我们可以将其看作下面这个左正合不变子模函子的右导出函子：
{\displaystyle M\mapsto M^{\mathfrak {g}}:=\{m\in M\mid gm=0\ {\text{ for all }}g\in {\mathfrak {g}}\}.}
类似地，可以定义李代数同调群为
{\displaystyle \mathrm {H} _{n}({\mathfrak {g}};M):=\mathrm {Tor} _{n}^{U{\mathfrak {g}}}(R,M)}
（参见Tor函子）。我们也可以将其看作下面这个右正合协不变函子的左导出函子：
{\displaystyle M\mapsto M_{\mathfrak {g}}:=M/{\mathfrak {g}}M.}
李代数上同调的重要基本结果包括：怀特海德引理，外尔定理和莱维分解定理。

## 低维上同调
第零上同调群，由定义，是李代数在模上作用的不变量：
{\displaystyle H^{0}({\mathfrak {g}};M)=M^{\mathfrak {g}}=\{m\in M\mid gm=0\ {\text{ for all }}g\in {\mathfrak {g}}\}.}
第一上同调群，是所有导子的空间模去内导子空间：
{\displaystyle H^{1}({\mathfrak {g}};M)=Der({\mathfrak {g}},M)/Ider({\mathfrak {g}},M)}
其中导子指一个从李代数到M的映射d使得
{\displaystyle d[x,y]=xdy-ydx~}
若有M内的元素a使得
{\displaystyle dx=xa~}
则称其为内导子。
第二上同调群
{\displaystyle H^{2}({\mathfrak {g}};M)}
是由M对李代数的李代数扩张的等价类的空间
{\displaystyle 0\rightarrow M\rightarrow {\mathfrak {h}}\rightarrow {\mathfrak {g}}\rightarrow 0}
对于更高维的上同调群，似乎没有简单的诠释存在。

## 文献
- Chevalley, Claude; Eilenberg, Samuel, , Transactions of the American Mathematical Society (Providence, R.I.: American Mathematical Society), 1948, 63 (1): 85–124, ISSN 0002-9947, JSTOR 1990637, MR 0024908, doi:10.2307/1990637
- Hilton, P. J.; Stammbach, U., , Graduate Texts in Mathematics 4 2nd, Berlin, New York: Springer-Verlag, 1997, ISBN 978-0-387-94823-2, MR 1438546
- Knapp, Anthony W., , Mathematical Notes 34, Princeton University Press, 1988, ISBN 978-0-691-08498-5, MR 0938524